# Estotiland

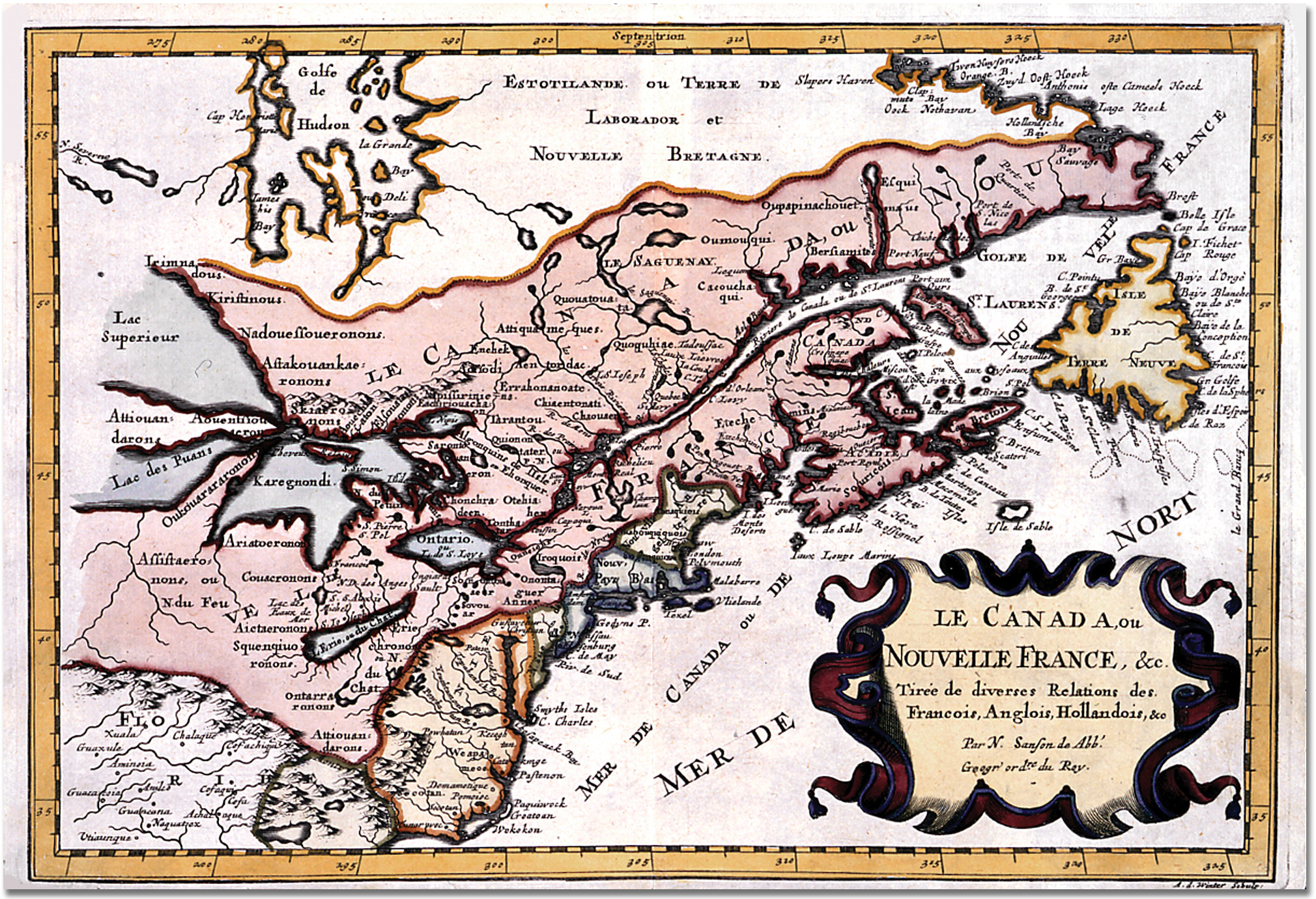
il termine "Estotilande" è indicato su questa carta della Nuova Francia del 1660.

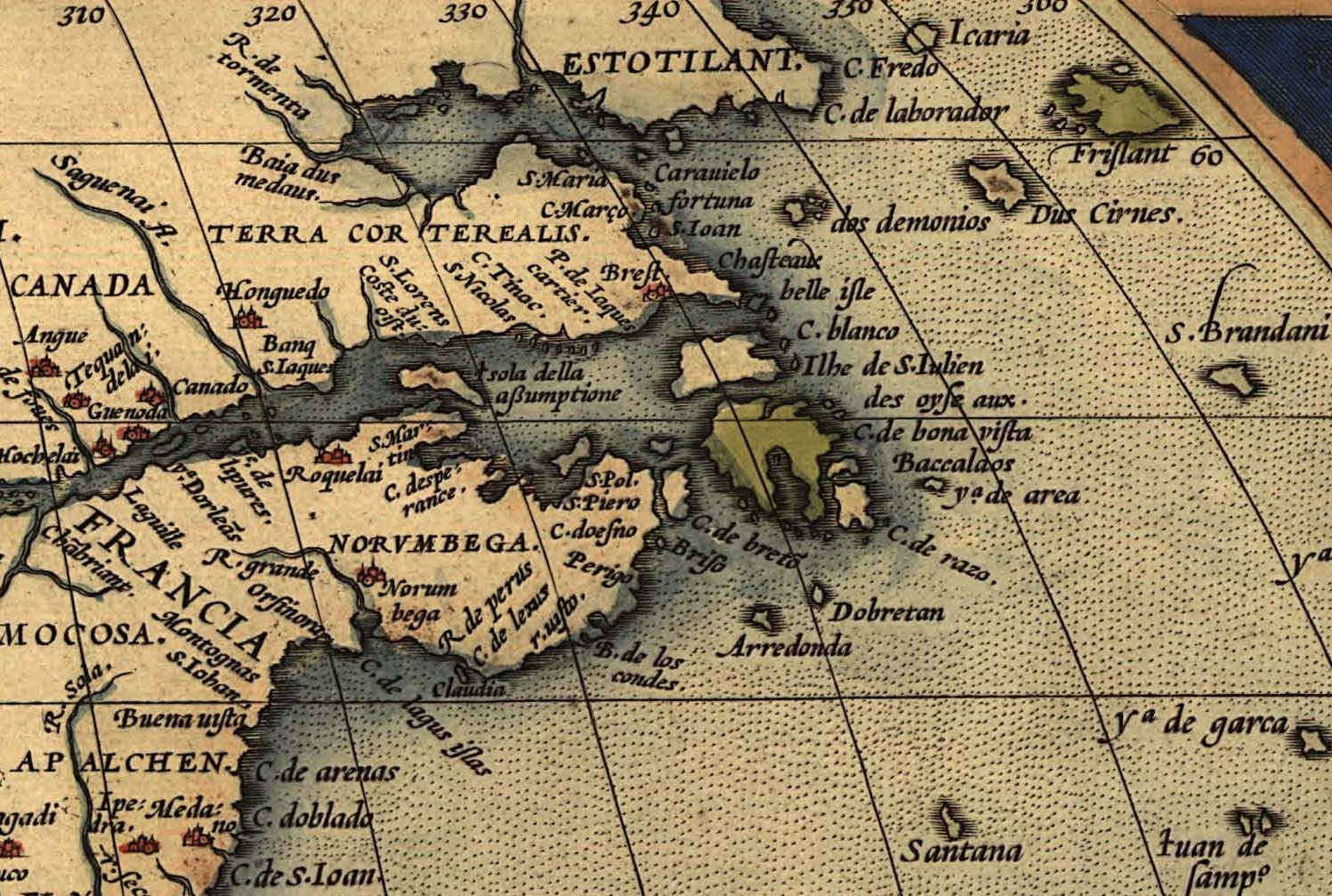
Mappa dellAtlante di Abraham Ortelius (1570) raffigurante la localizzazione dell'Estotiland e dei territori di Norumbega.

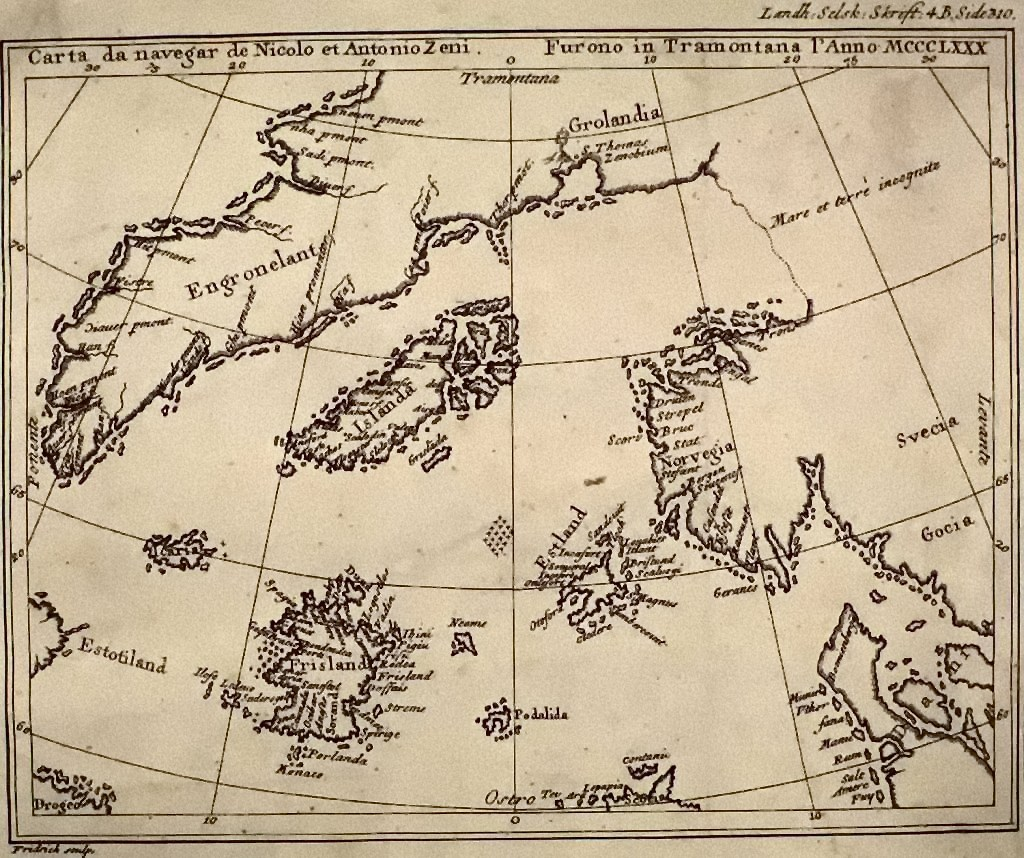
Mappa di Nicolò Zeno del 1558 indicante anche Estotiland e Drogeo.

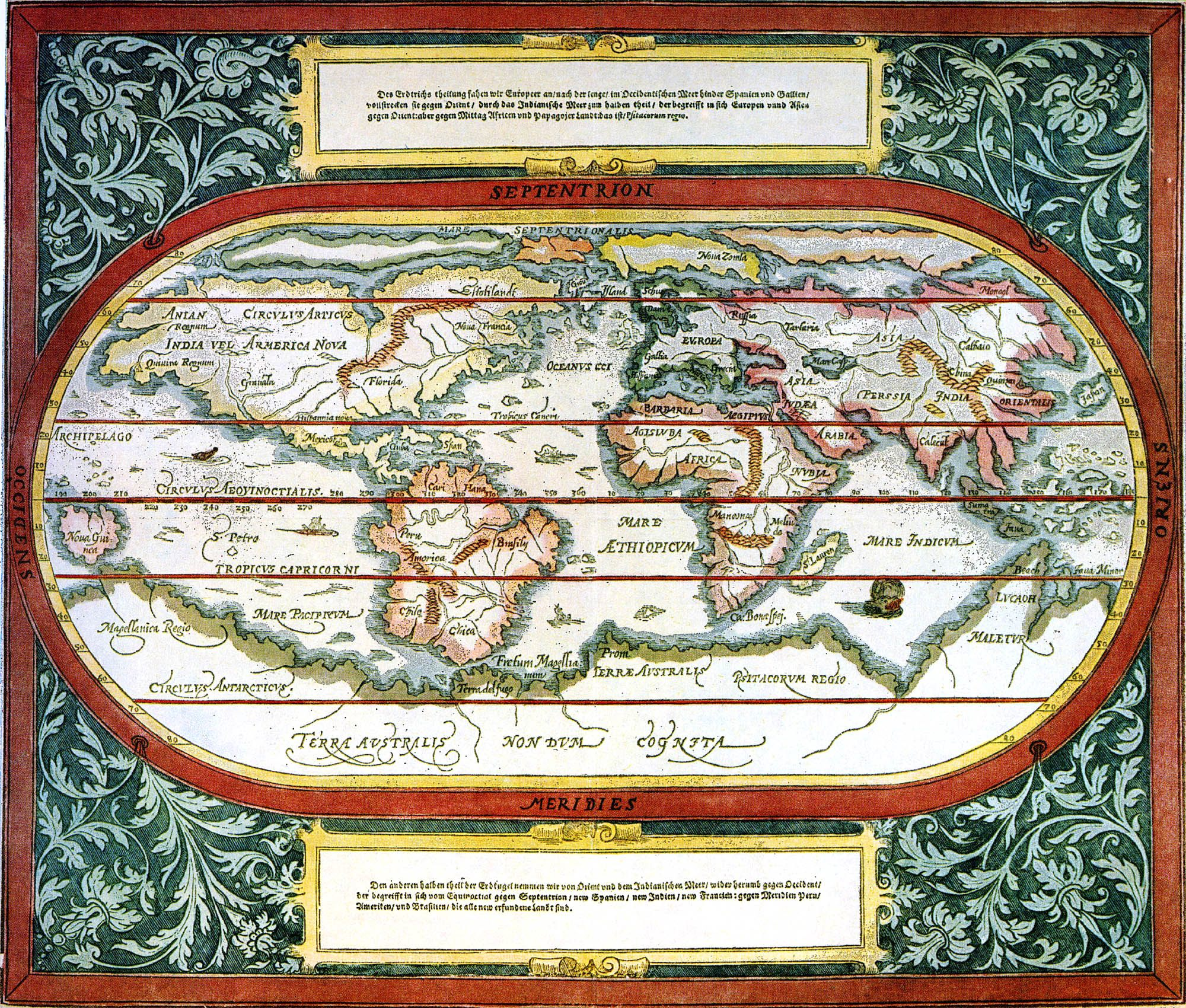
Mappamondo di Sebastian Münster indicante "Estotilande" (1544).

Estotiland è un territorio che appare sulla Mappa di Zeno, situata a ovest dell'Oceano Atlantico al posto del Labrador e del Québec o dell'isola di Terranova secondo le carte marine. La mappa di Zeno sarebbe stata realizzata all'inizio del XV secolo da Antonio Zeno.

## Descrizione di Zeno
Secondo le lettere che accompagnano la mappa di Zeno, la terra di "Estotiland" fu scoperta dai pescatori che avevano navigato attraverso il Nord Atlantico nel XIV secolo. Antonio Zeno nei rapporti sui suoi viaggi, indirizzati a suo fratello, riferisce: una imbarcazione da pesca "Frise", è stata spinta da una tempesta verso ovest e arrivò in un paese denominato "Estotiland", i cui abitanti commerciavano con "Engroenelandt" (Groenlandia). Questa terra, "Estotiland", era molto fertile, ed aveva delle montagne all'interno. Il re di questo paese era in possesso di libri scritti in latino, che tuttavia, non capiva. La lingua che parlava lui e i suoi sudditi non aveva alcuna somiglianza con quella dei Vichinghi. Il re di Estotiland, vedendo che i suoi ospiti navigavano in sicurezza con l'aiuto di uno strumento (la bussola), li persuade a fare una spedizione via mare verso un altro paese a sud chiamato "Drogeo"
Nel XVI secolo la mappa e le lettere sono state considerate false da alcuni storici. Tuttavia la mappa prodotta dal cartografo francese Nicolas Sanson nel 1660 testimonia l'esistenza del termine Estotiland e la sua posizione nella regione settentrionale dell'America del Nord, a nord della Nuova Francia.

## Etimologia
Per l'origine della parola Estotiland sono state avanzate diverse ipotesi.
1. Estocafis o estocafic, due omonimi attuali del merluzzo utilizzati nelle ricette della cucina mediterranea (stoccafisso in italiano), il pesce pescato nella zona per secoli.
2. Deformazione della parola Escociland, terre degli Scozzesi (i fratelli Zeno parlano di una popolazione, certamente d'origine vichinga, accogliente e con Bibbie in latino).
3. Dal germanico occidentale, l'est delle terre al di là?